# Чемпионат мира по шорт-треку 2000
Чемпионат мира по шорт-треку 2000 года проходил 10-12 марта в Шеффилд (Великобритания).

## Общий медальный зачёт
| Место | Страна           | Золото | Серебро | Бронза | Всего |
| ----- | ---------------- | ------ | ------- | ------ | ----- |
| 1     | Китай            | 6      | 3       | 2      | 11    |
| 2     | Республика Корея | 2      | 3       | 3      | 8     |
| 3     | Канада           | 1      | 2       | 1      | 4     |
| 4     | Болгария         | 1      | 0       | 0      | 1     |
| 5     | Япония           | 0      | 1       | 2      | 3     |
| 6     | США              | 0      | 1       | 1      | 2     |
| 7     | Италия           | 0      | 0       | 1      | 1     |

## Медалисты
За первое место в дисциплине начислялось 34 очка, за второе — 21 очко, за третье — 13 очков, за четвёртое — 8 очков, за пятое — 5 очков, за шестое — 3 очка, за седьмое — 2 очка и за восьмое — 1 очко; очки начислялись лишь спортсменам, принявшим участие в финальных соревнованиях по соответствующей дисциплине. Затем очки складывались, и так определялся победитель в многоборье; эстафеты для определения победителей в многоборье не учитывались.

### Мужчины
| Дисциплина | Золото                                             | Серебро                                                     | Бронза                                                                                            |
| ---------- | -------------------------------------------------- | ----------------------------------------------------------- | ------------------------------------------------------------------------------------------------- |
| Многоборье | Мин Рен                                            | Эрик Бедар                                                  | Ли Цзяцзюнь                                                                                       |
| 500 м      | Эрик Бедар                                         | Даниэль Вайнштейн                                           | Сатору Тэрао                                                                                      |
| 1000 м     | Ли Цзяцзюнь                                        | Ань Юйлун                                                   | Даниэль Вайнштейн                                                                                 |
| 1500 м     | Мин Рен                                            | Эрик Бедар                                                  | Сатору Тэрао                                                                                      |
| 3000 м     | Мин Рен                                            | Ли Цзяцзюнь                                                 | Даниэль Вайнштейн                                                                                 |
| Эстафета   | Китай · Фэн Кай · Ань Юйлун · Ли Цзяцзюнь · Юань Е | Сатору Тэрао Такафуми Ниситани Такэхиро Кодэра Юго Синохара | Италия · Фабио Карта · Никола Франческина · Микеле Антониоли · Никола Родигари · Маурицио Карнино |

### Женщины
| Дисциплина | Золото                                                     | Серебро                                        | Бронза                                           |
| ---------- | ---------------------------------------------------------- | ---------------------------------------------- | ------------------------------------------------ |
| Многоборье | Ян Ян (A)                                                  | Ань Сан Ми                                     | Ян Ян (S)                                        |
| 500 м      | Евгения Раданова                                           | Ян Ян (A)                                      | Ань Сан Ми                                       |
| 1000 м     | Ян Ян (A)                                                  | Ян Ян (S)                                      | Чу Мин Джин                                      |
| 1500 м     | Ян Ян (A)                                                  | Пак Хе Вон                                     | Чу Мин Джин                                      |
| 3000 м     | Ань Сан Ми                                                 | Ян Ян (A)                                      | Энни Перро                                       |
| Эстафета   | Китай · Ян Ян (A) · Ян Ян (S) · Ван Чуньлу · Сунь Даньдань | Ань Сан Ми Пак Хе Вон Чу Мин Джин Чхве Мин Гён | Энни Перро Аланна Краус Таня Висент Изабель Шаре |